# Michal Klasa
Michal Klasa (nascido em 19 de dezembro de 1953) é um ex-ciclista olímpico tchecoslovaco. Representou sua nação nos Jogos Olímpicos de Montreal 1976 e Moscou 1980. Este último (1980), conquistou uma medalha de bronze na prova de contrarrelógio por equipes (100 km).